# EXILE TRIBE FAMILY FAN CLUB EVENT "TAKAHIRO 道の駅 2017-2018"
『EXILE TRIBE FAMILY FAN CLUB EVENT "TAKAHIRO 道の駅 2017-2018"』（エグザイル トライブ ファミリー ファン クラブ イベント タカヒロ みちのえき 2017-2018）は、EXILE TAKAHIROのライブ映像作品。2018年11月14日にファンクラブ限定で発売。

## 概要
TAKAHIRO初のファンクラブイベントの最終公演である大阪・オリックス劇場の模様を収録。

## 収録内容
1. Everything
2. Dream Catcher
3. Love Story
4. 以心伝心
5. PLACE
6. Eternal Love
7. memories
8. 春へ
9. SUNSET KISS
10. 一千一秒
11. 運命のヒト
12. Heavenly White
13. 手紙
14. Now and Forever
15. Irish Blue
16. GLORIA
17. Feelings